# Chassal-Molinges
Chassal-Molinges est une commune nouvelle française résultant de la fusion — au 1er janvier 2019 — des communes de Chassal et Molinges. Elle est située dans le département du Jura, dans la région culturelle et historique de Franche-Comté et la région administrative Bourgogne-Franche-Comté.

## Géographie

### Climat
Pour des articles plus généraux, voir Climat de la Bourgogne-Franche-Comté et Climat du département du Jura.
En 2010, le climat de la commune est de type climat de montagne, selon une étude du Centre national de la recherche scientifique s'appuyant sur une série de données couvrant la période 1971-2000. En 2020, Météo-France publie une typologie des climats de la France métropolitaine dans laquelle la commune est exposée à un climat de montagne ou de marges de montagne et est dans la région climatique Jura, caractérisée par une forte pluviométrie en toutes saisons (1 000 à 1 500 mm/an), des hivers rigoureux et un ensoleillement médiocre.
Pour la période 1971-2000, la température annuelle moyenne est de 11,3 °C, avec une amplitude thermique annuelle de 17,8 °C. Le cumul annuel moyen de précipitations est de 1 454 mm, avec 12,6 jours de précipitations en janvier et 9,2 jours en juillet. Pour la période 1991-2020, la température moyenne annuelle observée sur la station météorologique de Météo-France la plus proche, « Saint-Claude », sur la commune de Saint-Claude à 8 km à vol d'oiseau, est de 10,3 °C et le cumul annuel moyen de précipitations est de 1 869,2 mm. 
La température maximale relevée sur cette station est de 41 °C, atteinte le 24 juillet 2019 ; la température minimale est de −23,7 °C, atteinte le 12 janvier 1987,,.
Les paramètres climatiques de la commune ont été estimés pour le milieu du siècle (2041-2070) selon différents scénarios d'émission de gaz à effet de serre à partir des nouvelles projections climatiques de référence DRIAS-2020. Ils sont consultables sur un site dédié publié par Météo-France en novembre 2022.

## Urbanisme

### Typologie
Au 1er janvier 2024, Chassal-Molinges est catégorisée commune rurale à habitat dispersé, selon la nouvelle grille communale de densité à sept niveaux définie par l'Insee en 2022.
Elle est située hors unité urbaine. Par ailleurs la commune fait partie de l'aire d'attraction de Saint-Claude, dont elle est une commune de la couronne,. Cette aire, qui regroupe 18 communes, est catégorisée dans les aires de moins de 50 000 habitants,.

## Histoire
La commune est créée au 1er janvier 2019 par un arrêté préfectoral du 11 décembre 2018.

## Politique et administration

### Liste des maires
| Période | Période  | Identité               | Étiquette | Qualité |
| ------- | -------- | ---------------------- | --------- | ------- |
| 2019    | En cours | Jean-François Demarchi |           |         |

## Démographie
| Nom              | Code Insee | Intercommunalité          | Superficie (km2) | Population (dernière pop. légale) | Densité (hab./km2) |
| ---------------- | ---------- | ------------------------- | ---------------- | --------------------------------- | ------------------ |
| Molinges (siège) | 39339      | CC Haut-Jura Saint-Claude | 2,57             | 700 (2016)                        | 272                |
| Chassal          | 39113      | CC Haut-Jura Saint-Claude | 5,19             | 437 (2016)                        | 84                 |